# Kemurang Wetan
Kemurang Wetan is een bestuurslaag in het regentschap Brebes van de provincie Midden-Java, Indonesië. Kemurang Wetan telt 8798 inwoners (volkstelling 2010).